# آن كالدويل
آن كالدويل (بالإنجليزية: Anne Caldwell)‏ هي واضعة كلمات الأوبرا وكاتِبة وكاتبة غنائية وكاتبة مسرحية وملحنة وشاعرة أمريكية، ولدت في 30 أغسطس 1867 في بوسطن في الولايات المتحدة، وتوفيت في 22 أكتوبر 1936 في بيفرلي هيلز في الولايات المتحدة.

## وصلات خارجية
- آن كالدويل على موقع ميوزك برينز (الإنجليزية)
- آن كالدويل على موقع قاعدة بيانات برودواي على الإنترنت (الإنجليزية)
- آن كالدويل على موقع ديسكوغز (الإنجليزية)